# مسی (رنگ)
رنگ مسی (به انگلیسی: Copper (color)) در سال ۱۵۹۴ وارد زبان انگلیسی شد.